# Одноцветная кустарниковая сойка
Одноцветная кустарниковая сойка (лат. Aphelocoma unicolor) — вид птиц семейства врановых. Выделяют пять подвидов. Распространены от юга Мексики на юг до Сальвадора.

## Описание
Одноцветная кустарниковая сойка достигает длины 27—32 см и массы от 113 до 153 г. Массивная на вид птица с большой квадратной и уплощенной головой, коническим и массивным клювом со слегка крючковатым кончиком, закруглёнными крыльями, крепкими ногами и длинным хвостом с квадратным кончиком. Половой диморфизм не выражен. Окраска оперения равномерно голубовато-фиолетовая, немного темнее на лице и тусклее на спине. Тёмная маска проходит от основания клюва через глаз до височной области. Клюв и ноги черноватые, радужная оболочка тёмно-коричневая. Молодые особи более бледные, коричневато-серые с голубоватыми крыльями и желтоватым клювом.

## Места обитания и размножение
Одноцветная кустарниковая сойка обитает в дождевых лесах и туманных лесах, встречается как в смешанных сосново-дубовых, так и в чисто дубовых лесах на высоте от 1300 до 3300 м над уровнем моря. Всеядна, питается насекомыми и другими беспозвоночными, мелкими позвоночными, плодами и ягодами. Пищу добывает в кроне деревьев и кустарников, иногда на земле.
Одноцветные кустарниковые сойки живут группами от четырёх до девяти особей, которые защищают территорию площадью около 30 га. В каждой группе есть доминантная размножающаяся самка и одна или несколько не размножающихся самок, а также доминирующий самец и один или несколько подчиненных самцов.
Характерно кооперативное размножение. Сезон гнездования продолжается с января по май, с пиком в марте — апреле. В строительстве гнезда принимают участие только размножающиеся самец и самка, другие члены группы лишь немного помогают в сборе материала для гнезда. Чашеобразное гнездо размещается на высоте 6—24 м от земли. Кладку насиживает только самка, доминантный самец и остальные члены группы в этот период кормят самку. Продолжительность инкубационного периода не известна. Птенцы оперяются через 21—26 дней. Все члены группы кормят птенцов в гнезде и в течение 50 дней после вылета птенцов из гнезда.

## Подвиды и распространение
Выделяют пять подвидов:
- Aphelocoma unicolor guerrerensis Nelson, 1903 — юго-запад Мексики
- Aphelocoma unicolor concolor (Cassin, 1848) — юго-восток Мексики
- Aphelocoma unicolor oaxacae Pitelka, 1946 — юг Мексики
- Aphelocoma unicolor unicolor (Du Bus de Gisignies, 1847) — юго-восток Мексики и Гватемала
- Aphelocoma unicolor griscomi Van Rossem, 1928 — Сальвадор и Гондурас